# Aframomum melegueta
Aframomum melegueta, comúnmente conocido como amomo, se refiere a una especia del oeste de África obtenida de la planta Aframomum melegueta (Familia del jengibre, Zingiberaceae). Es picante al paladar, con un sabor muy parecido al de la pimienta negra. Asimismo, se conoce como cardamomo de Madagascar, cardamomo pimentado de África, granos del paraíso de Guinea, malagueta de África, pimienta malagueta, pimienta de Guinea o granos de Guinea.

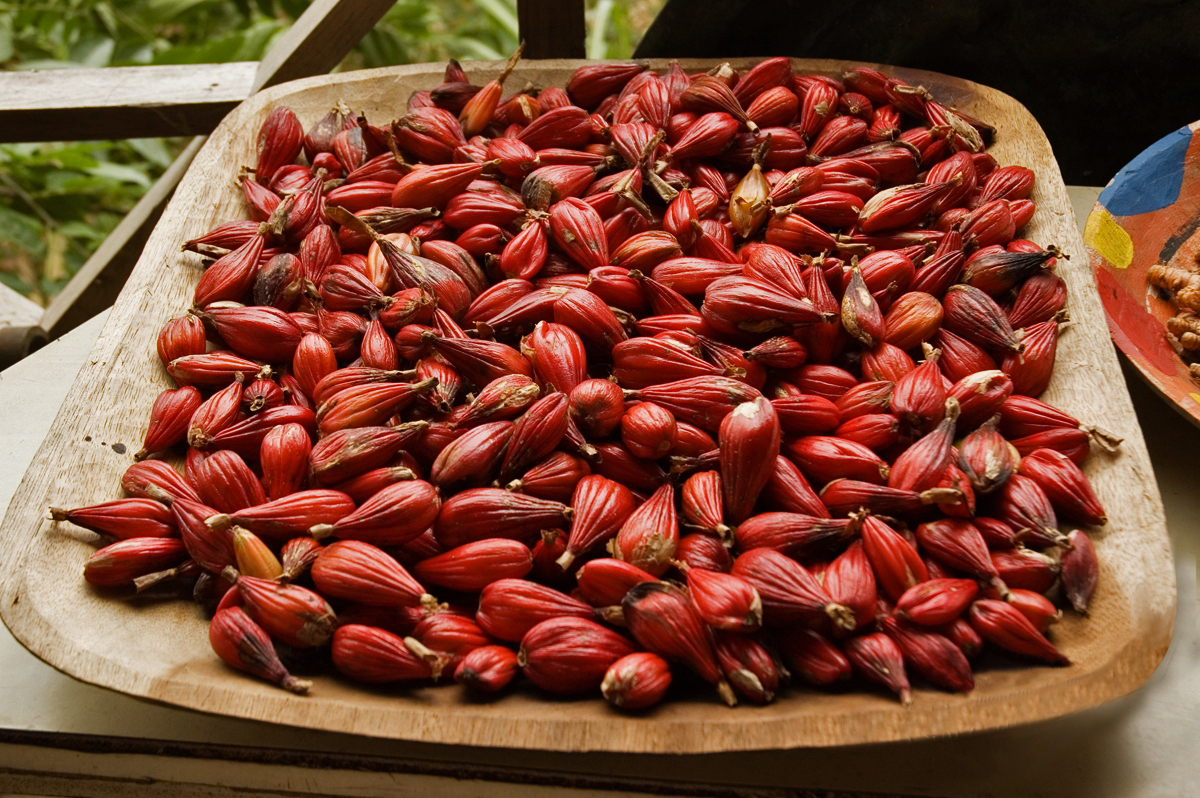
Dispuestos para la venta

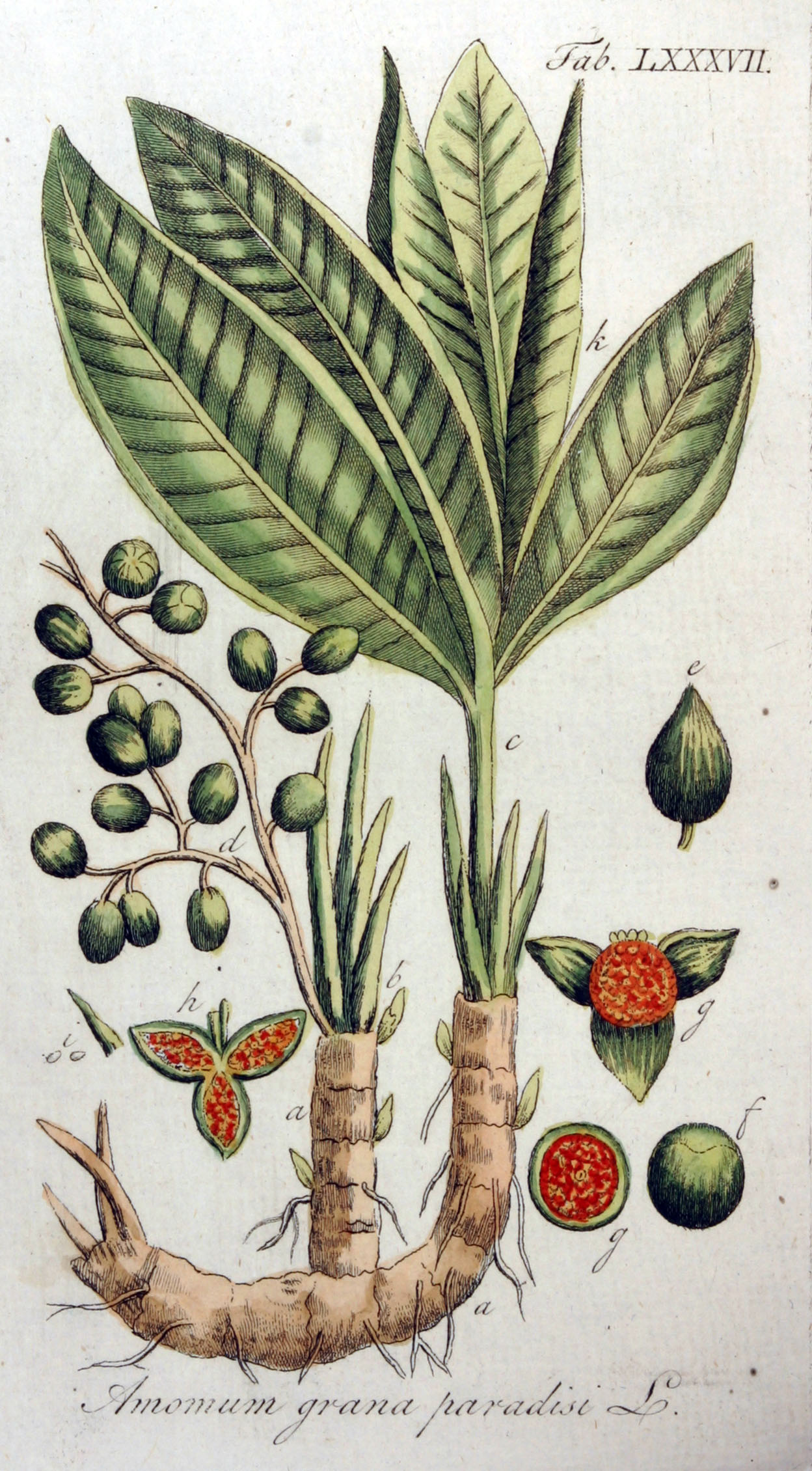
Ilustración

## Descripción
Planta de la familia del jengibre, con una raíz en forma de rizoma, con tallos foliares de no más de 60 cm (centímetros) de longitud. Las hojas son compuestas. Las flores son violetas y salen directamente de la raíz, más o menos solitarias. El fruto es rojo, con multitud de semillas aromáticas parduzcas.

## Usos
La pimienta malagueta se utiliza comúnmente en las cocinas del Oeste y el Norte de África, donde ha sido tradicionalmente importado por las rutas de caravanas a través del desierto del Sahara, y de donde se distribuyeron a Sicilia y el resto de Italia. Citado por Plinio el Viejo como "pimienta africana", pero posteriormente olvidada en Europa, se renombraron «granos del paraíso» y se convirtió en un sustituto popular para la pimienta negra en Europa en los siglos XIV y XV. La Ménagier de Paris recomienda su uso para mejorar el vino que «huele a rancio». A través de la Edad Media y en la Edad Moderna, con la teoría de los cuatro humores rige la teorización sobre la alimentación por parte de los médicos, herbolarios y boticarios: en este contexto, John Russell caracteriza los granos del paraíso, en el Boke de Nurture caliente y húmeda.
En 1469, el rey Alfonso V de Portugal concedió el monopolio del comercio en el Golfo de Guinea al mercader de Lisboa, Fernão Gomes, incluyendo el comercio exclusivo de Aframomum melegueta, entonces llamado pimienta «malagueta» —que le fue concedido por 100 000 reales— anualmente en el intercambio para explorar las 100 millas de la costa de África al año durante cinco años. Después de que Cristóbal Colón llegó al Nuevo Mundo en 1492 y trajo las primeras muestras de Capsicum frutescens, el nombre «malagueta» fue tomado por la nueva «chili pimienta».
La importancia de la especia se muestra por la designación de la zona del río San Juan (actual Buchanan) a Harper en Liberia como la «Costa de grano» en honor a la disponibilidad de granos del paraíso. Más tarde, la moda de la especia se desvaneció, y sus usos se han reducido a un saborizante para salchichas y cerveza. En el siglo XVIII, su importación a la Gran Bretaña se derrumbó después de un acto parlamentario de Jorge III que prohibió su uso en el licor de malta, aqua vita y cordiales. En 1855, Inglaterra importó alrededor de 15 000 a 19 000 libras por año legalmente (derechos pagados ). En 1880, la Enciclopedia Británica (novena edición) informaba: «Los granos del paraíso son en cierta medida utilizados en la práctica veterinaria, pero en su mayor parte de forma ilegal para dar una resistencia ficticia a las bebidas malteadas, ginebra y licores».
La presencia de las semillas en la dieta de los gorilas de las tierras bajas parece tener algún tipo de propiedades medicinales para su salud cardiovascular en el medio silvestre. Como los gorilas de las tierras bajas en cautiverio no la han tenido disponibles en sus dietas, podría ser una causa de su mala salud cardiovascular que presentan en los zoológicos.
Hoy en día, se utiliza a veces en la cocina gourmet como sustituto de la pimienta, y para dar sabores únicos en algunas cervezas artesanales, ginebras y el noruego akvavit. En Estados Unidos, los granos del paraíso están empezando a disfrutar de un ligero resurgimiento en popularidad debido a su uso por parte de algunos chefs de renombre. Alton Brown es un fan de su uso, y utiliza en guiso okra y su receta de pastel de manzana en un episodio de los TV Show Cooking Good Eats. También son utilizados por las personas en ciertas dietas, tales como una dieta de alimentos crudos, ya que son menos irritantes para la digestión que la pimienta negra.

## Propiedades
Las semillas tienen muchas aplicaciones en el campo de la medicina tradicional, contra problemas intestinales, resfriados, dolores musculares y de columna, también para curar heridas y matar parásitos de la cavidad bucal. Poseen efectos afrodisíacos y quitan el sueño.

## Taxonomía
Aframomum melegueta fue descrita por Karl Moritz Schumann y publicado en Das Pflanzenreich IV. 46(Heft 20): 201. 1904.
Sinonimia
- Aframomum grana-paradisi (L.) K.Schum.
- Aframomum meleguetella K.Schum.
- Alexis grandiflora (Sm.) Salisb.
- Alpinia grana-paradisi (L.) Moon
- Amomum elatum Salisb.
- Amomum grana-paradisi L.
- Amomum grandiflorum Sm.
- Amomum melegueta Roscoe
- Cardamomum grana-paradisi (L.) Kuntze
- Cardamomum grandiflorum (Sm.) Kuntze
- Torymenes officinalis Salisb.[16]